# Lagaropsylla incerta
Lagaropsylla incerta är en loppart som först beskrevs av Rothschild 1900.  Lagaropsylla incerta ingår i släktet Lagaropsylla och familjen fladdermusloppor. Inga underarter finns listade i Catalogue of Life.